# Giovanni Battista Scaramucci
Giovanni Battista Scaramucci, auch Johann Baptista Scaramuck (* 1650; † 1710 abweichend 1706) war ein italienischer Arzt und Mitglied der Gelehrtenakademie „Leopoldina“.
Giovanni Battista Scaramucci wirkte als Arzt in Senigallia und Macerata.
Am 6. Oktober 1690 wurde Giovanni Battista Scaramucci mit dem Beinamen PHAETON III. als Mitglied (Matrikel-Nr. 184) in die Leopoldina aufgenommen.

## Publikation
- De motu cordis. Mœchanicum theorema ad illustrissimum d. Antonium Magliabechium. 1689 in Senigallia und Parma gedruckt (Digitalisat der Ausgabe Senigallia bei Google; dasselbe bei archiv.org).
- De motu, et circuito sanguinis tractatus iatrophisicus Ioannis Baptistae Scaramucciae medici Lapidonensis aduersus disertationem logicoempyricam nuper editam de sodem argumento, Fermo 1677 (digitalisierte Beispielseiten) im Internet culturale.
- an Antonio Magliabechi: Meditationes familiares ad clarissimum & sapientissimum virum Antonium Magliabechium bibliotecarium M. D. E., in epistolam ei conscriptam de sceleto elephantino ... a celeberrimo Wilhelmo Ernesto Tentzelio ..., ubi quoque testaceorum petrifactiones defenduntur, et aliqua subterranea phaenomena examini subiiciuntur, Urbino 1697. (Digitalisat auf archive.org)
- Theoremata familiaria viros eruditos consulentia de variis physico-medicis lucubrationibus juxta leges mecanicas scribebat ... Ioannes Baptista Scaramuccius, Urbino 1695 (digitalisierte Beispielseiten) im Internet Culturale.